# Michael Oettinger
Michael Oettinger (* 1979 in Fellbach-Schmiden) ist ein deutscher Chefkoch.

## Leben und Arbeit
Von 1995 bis 1998 machte er bei seinem Vater Manfred Oettinger im familieneigenen Betrieb Restaurant Hirsch Fellbach seine Ausbildung. Im Jahr 1998 arbeitete er im Hotel Traube-Köhlerstube, von 2000 bis 2002 im Burgrestaurant Staufeneck in Salach bei Rolf Straubinger und 2002 bis 2005 im Restaurant Louis C. Jakob in Hamburg bei Thomas Martin.
Seit seiner Weiterbildung zum Küchenmeister im Jahr 2005 ist er Küchenchef in Oettinger’s Restaurant. 2008 übernahm er gemeinsam mit seinem Bruder Martin das Management im Oettinger’s Restaurant, das 2017 mit einem Michelin-Stern ausgezeichnet wurde.
Oettinger ist Mitglied der Meistervereinigung Gastronom (MVG) in Baden-Württemberg und seit 2009 Ausschussmitglied der MVG.

## Ausgewählte Auszeichnungen
- 2001: 1. Platz Noilly Prat Trophy
- 2004: Tagessieger und Goldmedaille beim Großen Preis der Deutschen Köche, Internorga
- 2008: Meisterkoch des Jahres Intergastra Stuttgart – 1. Platz und Gesamtsieg
- 2008: Goldmedaille als Teamkapitän mit der MVG bei der European Culinary Challenge in Luzern
- 2009: Varta-Führer mit zwei Diamanten und Service-Tipp
- seit 2017: 1 Stern im Guide Michelin